# Torneo Invierno 2001 (México)
El Torneo de Invierno 2001 fue la edición LXVI del campeonato de liga de la Primera División del fútbol mexicano; Se trató del undécimo torneo corto, luego del cambio en el formato de competencia, con el que se abrió la temporada 2001-02. Pachuca se coronó campeón por segunda vez derrotando 3-1 a los Tigres de la UANL. Reboceros de La Piedad ascendieron, al tiempo que Atlante conservó la categoría luego de ganar una serie promocional a Veracruz, esto ante los planes de la FMF de elevar a 20 el número de contendientes del máximo circuito para el siguiente ciclo, y por lo tanto en este participarían 19 equipos.

## Formato de competencia
Los 19 equipos participantes se dividen en 4 grupos, tres de cinco integrantes, y uno de cuatro. Juegan todos contra todos a una sola ronda, por lo que cada equipo jugó 18 partidos y descanso una jornada, por el número impar de clubes. Al finalizar la temporada regular califican a la liguilla los 2 primeros lugares de cada grupo; si hubiera 1 o 2 clubes (no ubicados en esos dos primeros puestos) de un sector, con mejor desempeño estadístico que algún líder o sublíder de otro grupo, estos se medirán en la fase de reclasificación o repechaje en duelos a eliminación directa.

### Fase de calificación
En la fase de calificación participan los 19 clubes de la primera división profesional jugando todos contra todos durante las 19 jornadas respectivas, a un solo partido, y descansando una jornada. Se observará el sistema de puntos. La ubicación en la tabla general está sujeta a lo siguiente:
1. Por juego ganado se obtendrán tres puntos.
2. Por juego empatado se obtendrá un punto.
3. Por juego perdido no se otorgan puntos.

El orden de los clubes al final de la fase de calificación del torneo corresponderá a la suma de los puntos obtenidos por cada uno de ellos y se presentará en forma descendente. Si al finalizar las 18 jornadas del torneo, dos o más clubes estuviesen empatados en puntos, su posición en la Tabla General será determinada atendiendo a los siguientes criterios de desempate:
1. Mejor diferencia entre los goles anotados y recibidos
2. Mayor número de goles anotados
3. Marcadores particulares entre los clubes empatados
4. Mayor número de goles anotados como visitante
5. Mejor ubicación en la Tabla General de Cocientes
6. Tabla Fair Play
7. Sorteo

### Fase final
Califican a la liguilla los 2 primeros lugares de cada grupo; si hubiera 1 o 2 clubes (no ubicados en esos dos primeros puestos) de un sector, con mejor desempeño estadístico que algún líder o sublíder de otro grupo, estos se medirán en la fase de reclasificación o repechaje en duelos a eliminación directa.
1.º vs 8.º 

2.º vs 7.º 

3.º vs 6.º 

4.º vs 5.º
En semifinales participarán los cuatro clubes vencedores de cuartos de final, reubicándolos del uno al cuatro, de acuerdo a su mejor posición en la Tabla General de Clasificación al término de la jornada 19, enfrentándose 1.º vs 4.º y 2.º vs 3.º.
Disputarán el título de Campeón del Torneo Invierno 2001 los dos clubes vencedores de la fase semifinal.
Todos los partidos de esta fase serán en formato de ida y vuelta, eligiendo siempre el club que haya quedado mejor ubicado en la Tabla General de Clasificación el horario de su partido como local.
El criterio usado para definir una clasificación en las rondas de reclasificación, cuartos de final y semifinales en caso de empate global será otorgar esta al equipo con mejor posición en la tabla general al final de la fase regular. En cuanto a la final, un empate global luego del juego de vuelta, será dirimido con dos tiempos extras de 15 minutos cada uno, contando con la posibilidad del Gol de oro, y posteriormente Tiros desde el punto penal, hasta que se produjera un ganador.

## Equipos por Entidad Federativa
Para la temporada 2001-2002, la entidad federativa de la República Mexicana con más equipos profesionales en la Primera División fue la Ciudad de México con 5, seguida de Jalisco y Guanajuato con 3.
| Santos Monterrey Tigres UANL La Piedad Morelia Atlas Guadalajara Tecos U.A.G Irapuato León Atlético Celaya Necaxa Puebla Toluca América Cruz Azul Pumas UNAM Pachuca Atlante | \| Entidad Federativa \| N.º \| Equipos \| \| ------------------ \| --- \| ------------------------------------------ \| \| Distrito Federal \| 5 \| América, Cruz Azul, UNAM, Atlante y Necaxa \| \| Jalisco \| 3 \| Atlas, Tecos UAG y Guadalajara \| \| Guanajuato \| 3 \| León, Irapuato y Atlético Celaya \| \| Nuevo León \| 2 \| Monterrey y Tigres UANL \| \| Michoacán \| 2 \| Morelia y La Piedad \| \| Estado de México \| 1 \| Toluca \| \| Coahuila \| 1 \| Santos \| \| Puebla \| 1 \| Puebla \| \| Hidalgo \| 1 \| Pachuca \| |                                            |
| Entidad Federativa | N.º | Equipos                                    |
| Distrito Federal | 5 | América, Cruz Azul, UNAM, Atlante y Necaxa |
| Jalisco | 3 | Atlas, Tecos UAG y Guadalajara             |
| Guanajuato | 3 | León, Irapuato y Atlético Celaya           |
| Nuevo León | 2 | Monterrey y Tigres UANL                    |
| Michoacán | 2 | Morelia y La Piedad                        |
| Estado de México | 1 | Toluca                                     |
| Coahuila | 1 | Santos                                     |
| Puebla | 1 | Puebla                                     |
| Hidalgo | 1 | Pachuca                                    |

## Información de los equipos
| Equipo          | Ciudad                   | Estadio                | Capacidad | Entrenador            |
| --------------- | ------------------------ | ---------------------- | --------- | --------------------- |
| América         | México, D. F.            | Azteca                 | 105,064   | Alfio Basile          |
| Atlante         | México, D. F.            | Azul                   | 37,000    | Carlos Reinoso        |
| Atlas           | Guadalajara, Jalisco     | Jalisco                | 60,000    | Eduardo Solari        |
| Atlético Celaya | Celaya, Guanajuato       | Miguel Alemán Valdés   | 25,000    | Carlos de los Cobos   |
| Cruz Azul       | México, D. F.            | Azul                   | 37,000    | José Luis Trejo       |
| Guadalajara     | Guadalajara, Jalisco     | Jalisco                | 60,000    | Oscar Alfredo Ruggeri |
| Irapuato        | Irapuato, Guanajuato     | Sergio León Chávez     | 26,000    | Mario Alberto Trejo   |
| La Piedad       | La Piedad, Michoacán     | Juan N. López          | 15,000    | Carlos Bracamontes    |
| León            | León, Guanajuato         | Nou Camp               | 33,943    | Mario Ayala           |
| Monterrey       | Monterrey, Nuevo León    | Tecnológico            | 38,000    | Magdaleno Cano        |
| Morelia         | Morelia, Michoacán       | Morelos                | 41,056    | Luis Fernando Tena    |
| Necaxa          | México, D. F.            | Azteca                 | 105,064   | Raúl Arias            |
| Pachuca         | Pachuca, Hidalgo         | Hidalgo                | 30,000    | Alfredo Tena          |
| Puebla          | Puebla, Puebla           | Cuauhtémoc             | 46,638    | Mario Carrillo        |
| Santos          | Torreón, Coahuila        | Corona                 | 18,500    | Fernando Quirarte     |
| Tecos           | Zapopan, Jalisco         | Tres de Marzo          | 30,015    | Rubén Omar Romano     |
| Tigres UANL     | Monterrey, Nuevo León    | Universitario          | 43,600    | Ricardo Ferretti      |
| Toluca          | Toluca, Estado de México | Nemesio Díez           | 27,000    | Ricardo La Volpe      |
| Pumas UNAM      | México, D. F.            | Olímpico Universitario | 66,000    | Miguel Mejía Barón    |

### Cambios de entrenadores
| Equipo    | Entrenador (jornadas)                                                                              |
| --------- | -------------------------------------------------------------------------------------------------- |
| América   | Alfio Basile (1-7) Manuel Lapuente (8 - 19)                                                        |
| Atlas     | Eduardo Solari (1 - 8) Efraín Flores (9 - 19)                                                      |
| Celaya    | Carlos de los Cobos (1 - 2) Miguel Ángel López (3 - 11) Sergio Bueno (12 - 19)                     |
| Irapuato  | Mario Alberto Trejo (1 - 4) Hugo Fernández (5 - 19)                                                |
| La Piedad | Alberto Guerra (1 - 7) Jorge Luis Audé (8 - 10) Víctor Manuel Vucetich (12 - 19)                   |
| León      | Mario Ayala (1 - 2) Edgardo Fuentes (3 - 7) Carlos Babington (8 - 19)                              |
| Morelia   | Luis Fernando Tena (1 - 13) Miguel Ángel Russo (14 - 19)                                           |
| Tecos     | Rubén Omar Romano (1 - 16) Omar Sandoval (17 - 19)                                                 |
| UNAM      | Miguel Mejía Barón (1 - 5) Héctor Hernández (6 - 9) Rafael Amador (10 - 13) Hugo Sánchez (14 - 19) |

## Torneo Regular
| Toluca      | 3-1      | León      | Nemesio Díez         | 21 de julio | 15:00 |
| Monterrey   | 1-0      | UNAM      | Tecnológico          | 21 de julio | 17:00 |
| Celaya      | 0-2      | Cruz Azul | Miguel Alemán Valdés | 21 de julio | 17:00 |
| Atlante     | 1-0      | Irapuato  | Azul                 | 21 de julio | 17:00 |
| Puebla      | 1-1      | Necaxa    | Cuauhtémoc           | 21 de julio | 19:00 |
| Morelia     | 3-1      | Tigres    | Morelos              | 22 de julio | 12:00 |
| Guadalajara | 1-1      | La Piedad | Jalisco              | 22 de julio | 12:00 |
| Santos      | 3-1      | Atlas     | Corona               | 22 de julio | 16:00 |
| América     | 0-0      | Pachuca   | Azteca               | 22 de julio | 19:00 |
| Descansa    | Descansa | Descansa  | Tecos                | Tecos       | Tecos |

| Necaxa    | 2-2      | Toluca      | Azteca                 | 28 de julio | 19:00  |
| Atlas     | 2-0      | Atlante     | Jalisco                | 28 de julio | 20:45  |
| Tigres    | 2-0      | América     | Universitario          | 28 de julio | 21:00  |
| Cruz Azul | 2-3      | Guadalajara | Azul                   | 29 de julio | 12:00  |
| Pachuca   | 0-3      | Puebla      | Hidalgo                | 29 de julio | 12:00  |
| UNAM      | 5-0      | Celaya      | Olímpico Universitario | 29 de julio | 12:00  |
| Irapuato  | 2-4      | Morelia     | Sergio León Chávez     | 29 de julio | 14:00  |
| La Piedad | 1-1      | Tecos       | Juan N. López          | 29 de julio | 14:00  |
| León      | 1-0      | Monterrey   | Nou Camp               | 29 de julio | 16:00  |
| Descansa  | Descansa | Descansa    | Santos                 | Santos      | Santos |

| Tecos       | 1-2      | Cruz Azul | Tres de Marzo        | 4 de agosto     | 17:00   |
| Monterrey   | 1-1      | Necaxa    | Tecnológico          | 4 de agosto     | 17:00   |
| Puebla      | 0-0      | Toluca    | Cuauhtémoc           | 4 de agosto     | 19:00   |
| Celaya      | 2-1      | León      | Miguel Alemán Valdés | 4 de agosto     | 20:15   |
| Pachuca     | 1-0      | Tigres    | Hidalgo              | 5 de agosto     | 12:00   |
| Guadalajara | 2-2      | UNAM      | Jalisco              | 5 de agosto     | 12:00   |
| Morelia     | 0-3      | Atlas     | Morelos              | 5 de agosto     | 12:00   |
| Santos      | 6-4      | La Piedad | Corona               | 5 de agosto     | 16:00   |
| América     | 1-1      | Irapuato  | Nemesio Díez         | 1 de septiembre | 15:00   |
| Descansa    | Descansa | Descansa  | Atlante              | Atlante         | Atlante |

| La Piedad | 2-2      | Atlante     | Juan N. López          | 11 de agosto     | 14:00   |
| Toluca    | 1-1      | Monterrey   | Nemesio Díez           | 11 de agosto     | 15:00   |
| Tigres    | 2-0      | Puebla      | Universitario          | 11 de agosto     | 17:00   |
| Atlas     | 0-2      | América     | Jalisco                | 11 de agosto     | 20:45   |
| UNAM      | 1-2      | Tecos       | Olímpico Universitario | 12 de agosto     | 12:00   |
| Irapuato  | 0-1      | Pachuca     | Sergio León Chávez     | 12 de agosto     | 14:00   |
| León      | 1-2      | Guadalajara | Nou Camp               | 12 de agosto     | 16:00   |
| Necaxa    | 2-2      | Celaya      | Azteca                 | 12 de agosto     | 19:00   |
| Cruz Azul | 0-0      | Santos      | Azul                   | 26 de septiembre | 20:00   |
| Descansa  | Descansa | Descansa    | Morelia                | Morelia          | Morelia |

| Morelia     | 2-2      | La Piedad | Morelos              | 15 de agosto     | 15:00   |
| Puebla      | 2-1      | Monterrey | Cuauhtémoc           | 15 de agosto     | 20:00   |
| Celaya      | 0-1      | Toluca    | Miguel Alemán Valdés | 15 de agosto     | 20:15   |
| Pachuca     | 2-1      | Atlas     | Hidalgo              | 15 de agosto     | 20:30   |
| Guadalajara | 0-0      | Necaxa    | Jalisco              | 15 de agosto     | 20:45   |
| Tigres      | 2-0      | Irapuato  | Universitario        | 15 de agosto     | 20:50   |
| Tecos       | 2-1      | León      | Tres de Marzo        | 16 de agosto     | 20:00   |
| Atlante     | 2-2      | Cruz Azul | Azul                 | 16 de agosto     | 20:30   |
| Santos      | 1-0      | UNAM      | Corona               | 12 de septiembre | 16:00   |
| Descansa    | Descansa | Descansa  | América              | América          | América |

| Toluca    | 1-1      | Guadalajara | Nemesio Díez           | 18 de agosto | 15:00   |
| Monterrey | 2-1      | Celaya      | Tecnológico            | 18 de agosto | 17:00   |
| Atlas     | 0-0      | Tigres      | Jalisco                | 18 de agosto | 20:45   |
| Cruz Azul | 2-2      | Morelia     | Azul                   | 19 de agosto | 12:00   |
| UNAM      | 0-2      | Atlante     | Olímpico Universitario | 19 de agosto | 12:00   |
| Irapuato  | 2-3      | Puebla      | Sergio León Chávez     | 19 de agosto | 14:00   |
| La Piedad | 1-1      | América     | Juan N. López          | 19 de agosto | 14:00   |
| León      | 4-2      | Santos      | Nou Camp               | 19 de agosto | 16:00   |
| Necaxa    | 1-0      | Tecos       | Azteca                 | 19 de agosto | 19:00   |
| Descansa  | Descansa | Descansa    | Pachuca                | Pachuca      | Pachuca |

| Santos      | 2-2      | Necaxa    | Corona             | 25 de agosto     | 16:00  |
| Atlante     | 3-1      | León      | Azul               | 25 de agosto     | 17:00  |
| Puebla      | 1-1      | Celaya    | Cuauhtémoc         | 25 de agosto     | 19:00  |
| Tecos       | 0-1      | Toluca    | Tres de Marzo      | 25 de agosto     | 19:00  |
| Pachuca     | 3-1      | La Piedad | Hidalgo            | 26 de agosto     | 12:00  |
| Guadalajara | 3-1      | Monterrey | Jalisco            | 26 de agosto     | 12:00  |
| Morelia     | 1-1      | UNAM      | Morelos            | 26 de agosto     | 12:00  |
| Irapuato    | 3-0      | Atlas     | Sergio León Chávez | 26 de agosto     | 14:00  |
| América     | 1-2      | Cruz Azul | Azteca             | 12 de septiembre | 20:00  |
| Descansa    | Descansa | Descansa  | Tigres             | Tigres           | Tigres |

| Toluca    | 6-2      | Santos      | Nemesio Díez           | 8 de septiembre | 15:00    |
| Cruz Azul | 3-2      | Pachuca     | Azul                   | 8 de septiembre | 17:00    |
| Monterrey | 3-3      | Tecos       | Tecnológico            | 8 de septiembre | 17:00    |
| Necaxa    | 0-0      | Atlante     | Azteca                 | 8 de septiembre | 19:00    |
| Celaya    | 2-2      | Guadalajara | Miguel Alemán Valdés   | 8 de septiembre | 20:15    |
| Atlas     | 3-1      | Puebla      | Jalisco                | 8 de septiembre | 20:45    |
| UNAM      | 1-1      | América     | Olímpico Universitario | 9 de septiembre | 12:00    |
| La Piedad | 2-0      | Tigres      | Juan N. López          | 9 de septiembre | 14:00    |
| León      | 1-1      | Morelia     | Nou Camp               | 9 de septiembre | 16:00    |
| Descansa  | Descansa | Descansa    | Irapuato               | Irapuato        | Irapuato |

| Tigres   | 3-2      | Cruz Azul   | Universitario      | 15 de septiembre | 17:00 |
| Atlante  | 2-2      | Toluca      | Azul               | 15 de septiembre | 17:00 |
| América  | 1-2      | León        | Azteca             | 15 de septiembre | 19:00 |
| Tecos    | 1-1      | Celaya      | Tres de Marzo      | 15 de septiembre | 19:00 |
| Puebla   | 1-1      | Guadalajara | Cuauhtémoc         | 15 de septiembre | 19:00 |
| Pachuca  | 2-0      | UNAM        | Hidalgo            | 16 de septiembre | 12:00 |
| Morelia  | 0-1      | Necaxa      | Morelos            | 16 de septiembre | 12:00 |
| Irapuato | 6-1      | La Piedad   | Sergio León Chávez | 16 de septiembre | 14:00 |
| Santos   | 5-0      | Monterrey   | Corona             | 16 de septiembre | 16:00 |
| Descansa | Descansa | Descansa    | Atlas              | Atlas            | Atlas |

| Toluca      | 3-1      | Morelia  | Nemesio Díez           | 22 de septiembre | 15:00  |
| Cruz Azul   | 2-3      | Irapuato | Azul                   | 22 de septiembre | 17:00  |
| Monterrey   | 2-2      | Atlante  | Tecnológico            | 22 de septiembre | 17:00  |
| Necaxa      | 0-1      | América  | Azteca                 | 22 de septiembre | 19:00  |
| Celaya      | 1-3      | Santos   | Miguel Alemán Valdés   | 22 de septiembre | 20:15  |
| UNAM        | 1-0      | Tigres   | Olímpico Universitario | 23 de septiembre | 12:00  |
| Guadalajara | 1-0      | Tecos    | Jalisco                | 23 de septiembre | 12:00  |
| La Piedad   | 2-4      | Atlas    | Juan N. López          | 23 de septiembre | 14:00  |
| León        | 1-1      | Pachuca  | Nou Camp               | 23 de septiembre | 16:00  |
| Descansa    | Descansa | Descansa | Puebla                 | Puebla           | Puebla |

| Morelia  | 2-0      | Monterrey   | Morelos            | 29 de septiembre | 15:00     |
| Atlante  | 2-1      | Celaya      | Azul               | 29 de septiembre | 17:00     |
| Tigres   | 1-0      | León        | Universitario      | 29 de septiembre | 17:00     |
| Puebla   | 1-1      | Tecos       | Cuauhtémoc         | 29 de septiembre | 19:00     |
| América  | 3-1      | Toluca      | Azteca             | 29 de septiembre | 19:00     |
| Atlas    | 0-0      | Cruz Azul   | Jalisco            | 29 de septiembre | 20:45     |
| Pachuca  | 2-2      | Necaxa      | Hidalgo            | 30 de septiembre | 12:00     |
| Irapuato | 0-0      | UNAM        | Sergio León Chávez | 30 de septiembre | 14:00     |
| Santos   | 0-1      | Guadalajara | Corona             | 30 de septiembre | 16:00     |
| Descansa | Descansa | Descansa    | La Piedad          | La Piedad        | La Piedad |

| Guadalajara | 0-0      | Atlante  | Jalisco                | 5 de octubre | 20:45     |
| UNAM        | 2-2      | Atlas    | Olímpico Universitario | 6 de octubre | 12:00     |
| La Piedad   | 3-2      | Puebla   | Juan N. López          | 6 de octubre | 14:00     |
| Toluca      | 4-3      | Pachuca  | Nemesio Díez           | 6 de octubre | 15:00     |
| Celaya      | 5-2      | Morelia  | Miguel Alemán Valdés   | 6 de octubre | 17:00     |
| Monterrey   | 1-0      | América  | Tecnológico            | 6 de octubre | 17:00     |
| Tecos       | 1-2      | Santos   | Tres de Marzo          | 6 de octubre | 17:00     |
| Necaxa      | 0-4      | Tigres   | Azteca                 | 6 de octubre | 19:00     |
| León        | 2-2      | Irapuato | Nou Camp               | 7 de octubre | 16:00     |
| Descansa    | Descansa | Descansa | Cruz Azul              | Cruz Azul    | Cruz Azul |

| Morelia   | 0-1      | Guadalajara | Morelos            | 13 de octubre | 15:00 |
| Atlante   | 2-1      | Tecos       | Azul               | 13 de octubre | 17:00 |
| Tigres    | 1-1      | Toluca      | Universitario      | 13 de octubre | 17:00 |
| América   | 1-2      | Celaya      | Azteca             | 13 de octubre | 19:00 |
| Atlas     | 4-1      | León        | Jalisco            | 13 de octubre | 20:45 |
| Pachuca   | 3-3      | Monterrey   | Hidalgo            | 14 de octubre | 12:00 |
| Puebla    | 2-1      | Santos      | Cuauhtémoc         | 14 de octubre | 12:00 |
| Irapuato  | 2-3      | Necaxa      | Sergio León Chávez | 14 de octubre | 14:00 |
| La Piedad | 1-5      | Cruz Azul   | Juan N. López      | 14 de octubre | 14:00 |
| Descansa  | Descansa | Descansa    | UNAM               | UNAM          | UNAM  |

| Toluca      | 1-1      | Irapuato  | Nemesio Díez           | 20 de octubre | 15:00 |
| Santos      | 2-1      | Atlante   | Corona                 | 20 de octubre | 16:00 |
| Monterrey   | 0-0      | Tigres    | Tecnológico            | 20 de octubre | 17:00 |
| Cruz Azul   | 1-0      | Puebla    | Azul                   | 20 de octubre | 17:00 |
| Necaxa      | 1-0      | Atlas     | Azteca                 | 20 de octubre | 19:00 |
| Guadalajara | 1-1      | América   | Jalisco                | 21 de octubre | 12:00 |
| UNAM        | 2-1      | La Piedad | Olímpico Universitario | 21 de octubre | 12:00 |
| Celaya      | 1-3      | Pachuca   | Miguel Alemán Valdés   | 21 de octubre | 16:00 |
| Tecos       | 3-0      | Morelia   | Tres de Marzo          | 21 de octubre | 17:00 |
| Descansa    | Descansa | Descansa  | León                   | León          | León  |

| Tigres    | 1-0      | Celaya      | Universitario      | 27 de octubre | 17:00  |
| Cruz Azul | 1-0      | UNAM        | Azul               | 27 de octubre | 17:00  |
| Puebla    | 0-0      | Atlante     | Cuauhtémoc         | 27 de octubre | 19:00  |
| Atlas     | 0-3      | Toluca      | Jalisco            | 27 de octubre | 20:45  |
| Morelia   | 3-2      | Santos      | Morelos            | 28 de octubre | 12:00  |
| Pachuca   | 2-1      | Guadalajara | Hidalgo            | 28 de octubre | 12:00  |
| Irapuato  | 1-1      | Monterrey   | Sergio León Chávez | 28 de octubre | 14:00  |
| La Piedad | 1-1      | León        | Juan N. López      | 28 de octubre | 14:00  |
| América   | 1-1      | Tecos       | Azteca             | 28 de octubre | 16:00  |
| Descanso  | Descanso | Descanso    | Necaxa             | Necaxa        | Necaxa |

| Necaxa      | 2-0      | La Piedad | Azteca                 | 2 de noviembre | 19:00  |
| Monterrey   | 3-1      | Atlas     | Tecnológico            | 3 de noviembre | 17:00  |
| Atlante     | 1-1      | Morelia   | Azul                   | 3 de noviembre | 17:00  |
| Tecos       | 1-1      | Pachuca   | Tres de Marzo          | 3 de noviembre | 17:00  |
| Celaya      | 2-1      | Irapuato  | Miguel Alemán Valdés   | 3 de noviembre | 20:15  |
| León        | 2-2      | Cruz Azul | Nou Camp               | 4 de noviembre | 12:00  |
| UNAM        | 2-2      | Puebla    | Olímpico Universitario | 4 de noviembre | 12:00  |
| Guadalajara | 0-2      | Tigres    | Jalisco                | 4 de noviembre | 12:00  |
| Santos      | 2-3      | América   | Corona                 | 4 de noviembre | 16:00  |
| Descansa    | Descansa | Descansa  | Toluca                 | Toluca         | Toluca |

| La Piedad | 2-0      | Toluca      | Juan N. López          | 10 de noviembre | 15:00     |
| Puebla    | 1-0      | Morelia     | Cuauhtémoc             | 10 de noviembre | 17:00     |
| Irapuato  | 1-0      | Guadalajara | Sergio León Chávez     | 10 de noviembre | 19:00     |
| Atlas     | 1-5      | Celaya      | Jalisco                | 10 de noviembre | 20:45     |
| Pachuca   | 2-1      | Santos      | Hidalgo                | 13 de noviembre | 20:00     |
| UNAM      | 1-1      | León        | Olímpico Universitario | 13 de noviembre | 20:00     |
| Cruz Azul | 0-0      | Necaxa      | Azul                   | 14 de noviembre | 16:00     |
| América   | 3-2      | Atlante     | Azteca                 | 14 de noviembre | 20:00     |
| Tigres    | 3-1      | Tecos       | Universitario          | 14 de noviembre | 20:30     |
| Descansa  | Descansa | Descansa    | Monterrey              | Monterrey       | Monterrey |

| Toluca      | 2-1      | Cruz Azul | Nemesio Díez  | 17 de noviembre | 15:00  |
| Morelia     | 2-0      | América   | Morelos       | 17 de noviembre | 15:00  |
| Monterrey   | 1-1      | La Piedad | Tecnológico   | 17 de noviembre | 17:00  |
| Atlante     | 2-0      | Pachuca   | Azul          | 17 de noviembre | 17:00  |
| Tecos       | 1-1      | Irapuato  | Tres de Marzo | 17 de noviembre | 17:00  |
| Necaxa      | 2-1      | UNAM      | Azteca        | 17 de noviembre | 19:00  |
| Guadalajara | 0-3      | Atlas     | Jalisco       | 18 de noviembre | 12:00  |
| Puebla      | 2-2      | León      | Cuauhtémoc    | 18 de noviembre | 12:00  |
| Santos      | 1-2      | Tigres    | Corona        | 18 de noviembre | 16:00  |
| Descansa    | Descansa | Descansa  | Celaya        | Celaya          | Celaya |

| Tigres    | 2-0      | Atlante   | Universitario          | 25 de noviembre | 12:00       |
| Pachuca   | 1-0      | Morelia   | Hidalgo                | 25 de noviembre | 12:00       |
| Cruz Azul | 4-2      | Monterrey | Azul                   | 25 de noviembre | 12:00       |
| América   | 1-0      | Puebla    | Azteca                 | 25 de noviembre | 12:00       |
| Atlas     | 0-1      | Tecos     | Jalisco                | 25 de noviembre | 12:00       |
| León      | 2-1      | Necaxa    | Nou Camp               | 25 de noviembre | 12:00       |
| Irapuato  | 1-1      | Santos    | Sergio León Chávez     | 25 de noviembre | 12:00       |
| UNAM      | 1-1      | Toluca    | Olímpico Universitario | 25 de noviembre | 12:00       |
| La Piedad | 2-1      | Celaya    | Juan N. López          | 25 de noviembre | 14:00       |
| Descansa  | Descansa | Descansa  | Guadalajara            | Guadalajara     | Guadalajara |

## Clasificación
| Pos. | Equipo          | Pts. | PJ | G  | E | P | GF | GC | Dif. | Clasificación                   |
| ---- | --------------- | ---- | -- | -- | - | - | -- | -- | ---- | ------------------------------- |
| 1    | Tigres          | 36   | 18 | 11 | 3 | 4 | 26 | 12 | +14  | Cuartos de final de la liguilla |
| 2    | Toluca          | 32   | 18 | 8  | 8 | 2 | 33 | 22 | +11  | Cuartos de final de la liguilla |
| 3    | Pachuca (C)     | 32   | 18 | 9  | 5 | 4 | 29 | 24 | +5   | Cuartos de final de la liguilla |
| 4    | Cruz Azul       | 30   | 18 | 8  | 6 | 4 | 33 | 24 | +9   | Cuartos de final de la liguilla |
| 5    | Necaxa          | 27   | 18 | 6  | 9 | 3 | 21 | 20 | +1   | Cuartos de final de la liguilla |
| 6    | Atlante         | 26   | 18 | 6  | 8 | 4 | 24 | 21 | +3   | Cuartos de final de la liguilla |
| 7    | Guadalajara     | 26   | 18 | 6  | 8 | 4 | 20 | 20 | 0    | Cuartos de final de la liguilla |
| 8    | Santos          | 24   | 18 | 7  | 3 | 8 | 36 | 34 | +2   | Cuartos de final de la liguilla |
| 9    | América         | 24   | 18 | 6  | 6 | 6 | 21 | 21 | 0    |                                 |
| 10   | Puebla          | 23   | 18 | 5  | 8 | 5 | 22 | 22 | 0    |                                 |
| 11   | Atlas           | 21   | 18 | 6  | 3 | 9 | 25 | 29 | −4   |                                 |
| 12   | Morelia         | 20   | 18 | 5  | 5 | 8 | 24 | 30 | −6   |                                 |
| 13   | Monterrey       | 20   | 18 | 4  | 8 | 6 | 23 | 31 | −8   |                                 |
| 14   | Irapuato        | 19   | 18 | 4  | 7 | 7 | 27 | 26 | +1   |                                 |
| 15   | Tecos UAG       | 19   | 18 | 4  | 7 | 7 | 21 | 23 | −2   |                                 |
| 16   | Atlético Celaya | 19   | 18 | 5  | 4 | 9 | 27 | 33 | −6   |                                 |
| 17   | León            | 19   | 18 | 4  | 7 | 7 | 25 | 31 | −6   |                                 |
| 18   | La Piedad       | 19   | 18 | 4  | 7 | 7 | 28 | 40 | −12  |                                 |
| 19   | UNAM            | 17   | 18 | 3  | 8 | 7 | 20 | 22 | −2   |                                 |

 Fuente: Torneo Invierno 2001

### Grupos

#### Grupo 1
| Pos. | Equipo          | Pts. | PJ | G | E | P | GF | GC | Dif. | Clasificación                   |
| ---- | --------------- | ---- | -- | - | - | - | -- | -- | ---- | ------------------------------- |
| 1    | Cruz Azul       | 30   | 18 | 8 | 6 | 4 | 33 | 24 | +9   | Cuartos de final de la liguilla |
| 2    | Guadalajara     | 26   | 18 | 6 | 8 | 4 | 20 | 20 | 0    | Cuartos de final de la liguilla |
| 3    | Atlas           | 21   | 18 | 6 | 3 | 9 | 25 | 29 | −4   |                                 |
| 4    | Monterrey       | 20   | 18 | 4 | 8 | 6 | 23 | 31 | −8   |                                 |
| 5    | Atlético Celaya | 19   | 18 | 5 | 4 | 9 | 27 | 33 | −6   |                                 |

 Fuente: Torneo Invierno 2001

#### Grupo 2
| Pos. | Equipo    | Pts. | PJ | G | E | P | GF | GC | Dif. | Clasificación                   |
| ---- | --------- | ---- | -- | - | - | - | -- | -- | ---- | ------------------------------- |
| 1    | Toluca    | 32   | 18 | 8 | 8 | 2 | 33 | 22 | +11  | Cuartos de final de la liguilla |
| 2    | Santos    | 24   | 18 | 7 | 3 | 8 | 36 | 34 | +2   | Cuartos de final de la liguilla |
| 3    | Morelia   | 20   | 18 | 5 | 5 | 8 | 24 | 30 | −6   |                                 |
| 4    | Irapuato  | 19   | 18 | 4 | 7 | 7 | 27 | 26 | +1   |                                 |
| 5    | La Piedad | 19   | 18 | 4 | 7 | 7 | 28 | 40 | −12  |                                 |

 Fuente: Torneo Invierno 2001

#### Grupo 3
| Pos. | Equipo    | Pts. | PJ | G | E | P | GF | GC | Dif. | Clasificación                   |
| ---- | --------- | ---- | -- | - | - | - | -- | -- | ---- | ------------------------------- |
| 1    | Necaxa    | 27   | 18 | 6 | 9 | 3 | 21 | 20 | +1   | Cuartos de final de la liguilla |
| 2    | Atlante   | 26   | 18 | 6 | 8 | 4 | 24 | 21 | +3   | Cuartos de final de la liguilla |
| 3    | América   | 24   | 18 | 6 | 6 | 6 | 21 | 21 | 0    |                                 |
| 4    | Tecos UAG | 19   | 18 | 4 | 7 | 7 | 21 | 23 | −2   |                                 |
| 5    | León      | 19   | 18 | 4 | 7 | 7 | 25 | 31 | −6   |                                 |

 Fuente: Torneo Invierno 2001

#### Grupo 4
| Pos. | Equipo      | Pts. | PJ | G  | E | P | GF | GC | Dif. | Clasificación                   |
| ---- | ----------- | ---- | -- | -- | - | - | -- | -- | ---- | ------------------------------- |
| 1    | Tigres      | 36   | 18 | 11 | 3 | 4 | 26 | 12 | +14  | Cuartos de final de la liguilla |
| 2    | Pachuca (C) | 32   | 18 | 9  | 5 | 4 | 29 | 24 | +5   | Cuartos de final de la liguilla |
| 3    | Puebla      | 23   | 18 | 5  | 8 | 5 | 22 | 22 | 0    |                                 |
| 4    | UNAM        | 17   | 18 | 3  | 8 | 7 | 20 | 22 | −2   |                                 |

 Fuente: Torneo Invierno 2001

## Goleadores
| Pos. | Jugador             | Equipo    | Goles |
| ---- | ------------------- | --------- | ----- |
| 1.°  | Martín Rodríguez    | Irapuato  | 12    |
| 2.°  | Walter Silvani      | Pachuca   | 11    |
| 2.°  | José Manuel Abundis | Atlante   | 11    |
| 2.°  | Alex Fernandes      | Morelia   | 11    |
| 3.°  | Jared Borgetti      | Santos    | 10    |
| 3.°  | Vicente Sánchez     | Toluca    | 10    |
| 4.°  | José Luis Calderón  | Atlas     | 9     |
| 4.°  | Iván Zamorano       | América   | 9     |
| 5.°  | Miguel Zepeda       | Cruz Azul | 8     |
| 5.°  | Gabriel Caballero   | Pachuca   | 8     |
| 5.°  | Claudio Da Silva    | La Piedad | 8     |

- Goles anotados en el torneo, en repechaje y en liguilla

## Liguilla
|  | Cuartos de final                                                       | Cuartos de final                                                       | Cuartos de final                                                       | Cuartos de final                                                       | Cuartos de final                                                       |   |   | Semifinales                                                  | Semifinales                                                  | Semifinales                                                  | Semifinales                                                  | Semifinales                                                  |  |   | Final                                                          | Final                                                          | Final                                                          | Final                                                          | Final                                                          |  |
|  | 28 y 29 de noviembre de 2001 (ida) 1 y 2 de diciembre de 2001 (vuelta) | 28 y 29 de noviembre de 2001 (ida) 1 y 2 de diciembre de 2001 (vuelta) | 28 y 29 de noviembre de 2001 (ida) 1 y 2 de diciembre de 2001 (vuelta) | 28 y 29 de noviembre de 2001 (ida) 1 y 2 de diciembre de 2001 (vuelta) | 28 y 29 de noviembre de 2001 (ida) 1 y 2 de diciembre de 2001 (vuelta) |   |   | 5 de diciembre de 2001 (ida) 8 de diciembre de 2001 (vuelta) | 5 de diciembre de 2001 (ida) 8 de diciembre de 2001 (vuelta) | 5 de diciembre de 2001 (ida) 8 de diciembre de 2001 (vuelta) | 5 de diciembre de 2001 (ida) 8 de diciembre de 2001 (vuelta) | 5 de diciembre de 2001 (ida) 8 de diciembre de 2001 (vuelta) |  |   | 12 de diciembre de 2001 (ida) 15 de diciembre de 2001 (vuelta) | 12 de diciembre de 2001 (ida) 15 de diciembre de 2001 (vuelta) | 12 de diciembre de 2001 (ida) 15 de diciembre de 2001 (vuelta) | 12 de diciembre de 2001 (ida) 15 de diciembre de 2001 (vuelta) | 12 de diciembre de 2001 (ida) 15 de diciembre de 2001 (vuelta) |  |
|  |                                                                        |                                                                        |                                                                        |                                                                        |                                                                        |   |   |                                                              |                                                              |                                                              |                                                              |                                                              |  |   |                                                                |                                                                |                                                                |                                                                |                                                                |  |
|  |                                                                        |                                                                        |                                                                        |                                                                        |                                                                        |   |   |                                                              |                                                              |                                                              |                                                              |                                                              |  |   |                                                                |                                                                |                                                                |                                                                |                                                                |  |
|  | 1                                                                      | Tigres                                                                 | 1                                                                      | 3                                                                      | 4                                                                      |   |   |                                                              |                                                              |                                                              |                                                              |                                                              |  |   |                                                                |                                                                |                                                                |                                                                |                                                                |  |
|  | 1                                                                      | Tigres                                                                 | 1                                                                      | 3                                                                      | 4                                                                      |   |   |                                                              |                                                              |                                                              |                                                              |                                                              |  |   |                                                                |                                                                |                                                                |                                                                |                                                                |  |
|  | 8                                                                      | Santos                                                                 | 1                                                                      | 0                                                                      | 1                                                                      |   |   |                                                              |                                                              |                                                              |                                                              |                                                              |  |   |                                                                |                                                                |                                                                |                                                                |                                                                |  |
|  | 8                                                                      | Santos                                                                 | 1                                                                      | 0                                                                      | 1                                                                      |   | 1 | Tigres (*)                                                   | 0                                                            | 1                                                            | 1                                                            |                                                              |  |   |                                                                |                                                                |                                                                |                                                                |                                                                |  |
|  |                                                                        |                                                                        |                                                                        |                                                                        |                                                                        |   | 1 | Tigres (*)                                                   | 0                                                            | 1                                                            | 1                                                            |                                                              |  |   |                                                                |                                                                |                                                                |                                                                |                                                                |  |
|  |                                                                        |                                                                        | 4                                                                      | Cruz Azul                                                              | 1                                                                      | 0 | 1 |                                                              |                                                              |                                                              |                                                              |                                                              |  |   |                                                                |                                                                |                                                                |                                                                |                                                                |  |
|  | 4                                                                      | Cruz Azul                                                              | 4                                                                      | Cruz Azul                                                              | 1                                                                      | 0 | 1 | 0                                                            | 4                                                            | 4                                                            |                                                              |                                                              |  |   |                                                                |                                                                |                                                                |                                                                |                                                                |  |
|  | 4                                                                      | Cruz Azul                                                              |                                                                        |                                                                        |                                                                        |   |   |                                                              |                                                              | 4                                                            |                                                              |                                                              |  |   |                                                                |                                                                |                                                                |                                                                |                                                                |  |
|  | 5                                                                      | Necaxa                                                                 | 2                                                                      | 0                                                                      | 2                                                                      |   |   |                                                              |                                                              |                                                              |                                                              |                                                              |  |   |                                                                |                                                                |                                                                |                                                                |                                                                |  |
|  | 5                                                                      | Necaxa                                                                 | 2                                                                      | 0                                                                      | 2                                                                      |   |   |                                                              |                                                              |                                                              |                                                              |                                                              |  | 1 | Tigres                                                         | 0                                                              | 1                                                              | 1                                                              |                                                                |  |
|  |                                                                        |                                                                        |                                                                        |                                                                        |                                                                        |   |   |                                                              |                                                              |                                                              |                                                              |                                                              |  | 1 | Tigres                                                         | 0                                                              | 1                                                              | 1                                                              |                                                                |  |
|  |                                                                        |                                                                        | 3                                                                      | Pachuca                                                                | 2                                                                      | 1 | 3 |                                                              |                                                              |                                                              |                                                              |                                                              |  |   |                                                                |                                                                |                                                                |                                                                |                                                                |  |
|  | 2                                                                      | Toluca                                                                 | 3                                                                      | Pachuca                                                                | 2                                                                      | 1 | 3 | 1                                                            | 2                                                            | 3                                                            |                                                              |                                                              |  |   |                                                                |                                                                |                                                                |                                                                |                                                                |  |
|  | 2                                                                      | Toluca                                                                 |                                                                        |                                                                        |                                                                        |   |   |                                                              |                                                              | 3                                                            |                                                              |                                                              |  |   |                                                                |                                                                |                                                                |                                                                |                                                                |  |
|  | 7                                                                      | Guadalajara                                                            | 1                                                                      | 0                                                                      | 1                                                                      |   |   |                                                              |                                                              |                                                              |                                                              |                                                              |  |   |                                                                |                                                                |                                                                |                                                                |                                                                |  |
|  | 7                                                                      | Guadalajara                                                            | 1                                                                      | 0                                                                      | 1                                                                      |   | 2 | Toluca                                                       | 1                                                            | 2                                                            | 3                                                            |                                                              |  |   |                                                                |                                                                |                                                                |                                                                |                                                                |  |
|  |                                                                        |                                                                        |                                                                        |                                                                        |                                                                        |   | 2 | Toluca                                                       | 1                                                            | 2                                                            | 3                                                            |                                                              |  |   |                                                                |                                                                |                                                                |                                                                |                                                                |  |
|  |                                                                        |                                                                        | 3                                                                      | Pachuca                                                                | 1                                                                      | 4 | 5 |                                                              |                                                              |                                                              |                                                              |                                                              |  |   |                                                                |                                                                |                                                                |                                                                |                                                                |  |
|  | 3                                                                      | Pachuca (*)                                                            | 3                                                                      | Pachuca                                                                | 1                                                                      | 4 | 5 | 2                                                            | 0                                                            | 2                                                            |                                                              |                                                              |  |   |                                                                |                                                                |                                                                |                                                                |                                                                |  |
|  | 3                                                                      | Pachuca (*)                                                            |                                                                        |                                                                        |                                                                        |   |   |                                                              |                                                              | 2                                                            |                                                              |                                                              |  |   |                                                                |                                                                |                                                                |                                                                |                                                                |  |
|  | 6                                                                      | Atlante                                                                | 1                                                                      | 1                                                                      | 2                                                                      |   |   |                                                              |                                                              |                                                              |                                                              |                                                              |  |   |                                                                |                                                                |                                                                |                                                                |                                                                |  |
|  | 6                                                                      | Atlante                                                                | 1                                                                      | 1                                                                      | 2                                                                      |   |   |                                                              |                                                              |                                                              |                                                              |                                                              |  |   |                                                                |                                                                |                                                                |                                                                |                                                                |  |
|  |                                                                        |                                                                        |                                                                        |                                                                        |                                                                        |   |   |                                                              |                                                              |                                                              |                                                              |                                                              |  |   |                                                                |                                                                |                                                                |                                                                |                                                                |  |

- (*) Avanza por su posición en la tabla

|                            |
| Pachuca Campeón 2° título. |

### Cuartos de final
| 28 de noviembre de 2001, 15:00 | Santos       | 1:1 (0:0) | Tigres    | Estadio Corona, Torreón          |                                  |
|                                | Borgetti 58' | Reporte   | Ochoa 76' | Árbitro(s): José de Jesús Robles | Árbitro(s): José de Jesús Robles |

| 1 de diciembre de 2001, 17:00      | Tigres                                    | 3:0 (0:0) | Santos | Estadio Universitario, San Nicolás |                               |
|                                    | del Olmo 75' · Ochoa 82' · Santillana 87' | Reporte   |        | Árbitro(s): Armando Archundia      | Árbitro(s): Armando Archundia |
| Tigres avanzó a Semifinales (4-1). |                                           |           |        |                                    |                               |

| 28 de noviembre de 2001, 20:45 | Guadalajara | 1:1 (1:1) | Toluca         | Estadio Jalisco, Guadalajara        |                                     |
|                                | García 25'  | Reporte   | C. Morales 42' | Árbitro(s): Marco Antonio Rodríguez | Árbitro(s): Marco Antonio Rodríguez |

| 1 de diciembre de 2001, 15:00      | Toluca                          | 2:0 (1:0) | Guadalajara | Estadio Nemesio Díez, Toluca |                             |
|                                    | V. Sánchez 13' · C. Morales 65' | Reporte   |             | Árbitro(s): Antonio Marrufo  | Árbitro(s): Antonio Marrufo |
| Toluca avanzó a Semifinales (3-1). |                                 |           |             |                              |                             |

| 29 de noviembre de 2001, 19:00 | Atlante     | 1:2 (0:1) | Pachuca         | Estadio Azul, México, D. F.  |                              |
|                                | Paredes 47' | Reporte   | Silvani 16' 74' | Árbitro(s): Germán Arredondo | Árbitro(s): Germán Arredondo |

| 2 de diciembre de 2001, 19:00                                      | Pachuca | 0:1 (0:1) | Atlante     | Estadio Hidalgo, Pachuca    |                             |
|                                                                    |         | Reporte   | Abundis 44' | Árbitro(s): Gilberto Alcalá | Árbitro(s): Gilberto Alcalá |
| Pachuca avanzó a Semifinales por mejor posición en la tabla (2-2). |         |           |             |                             |                             |

| 29 de noviembre de 2001, 21:30 | Necaxa                          | 2:0 (1:0) | Cruz Azul | Estadio Azteca, México, D. F. |                            |
|                                | Pérez 38' · González 57' (pen.) | Reporte   |           | Árbitro(s): Eduardo Brizio    | Árbitro(s): Eduardo Brizio |

| 2 de diciembre de 2001, 16:00         | Cruz Azul                                             | 4:0 (2:0) | Necaxa | Estadio Azul, México, D. F.   |                               |
|                                       | Marinho 11' · Mendoza 45' · Campos 56' · Pinheiro 90' | Reporte   |        | Árbitro(s): Felipe Ramos Rizo | Árbitro(s): Felipe Ramos Rizo |
| Cruz Azul avanzó a Semifinales (4-2). |                                                       |           |        |                               |                               |

### Semifinales
| 5 de diciembre de 2001, 16:00 | Cruz Azul   | 1:0 (1:0) | Tigres | Estadio Azul, México, D. F. |                             |
|                               | Marinho 29' | Reporte   |        | Árbitro(s): Gilberto Alcalá | Árbitro(s): Gilberto Alcalá |

| 8 de diciembre de 2001, 17:00                                     | Tigres            | 1:0 (0:0) | Cruz Azul | Estadio Universitario, San Nicolás |                               |
|                                                                   | Suárez 51' (pen.) | Reporte   |           | Árbitro(s): Felipe Ramos Rizo      | Árbitro(s): Felipe Ramos Rizo |
| Tigres avanzó a Semifinales por mejor posición en la tabla (1-1). |                   |           |           |                                    |                               |

| 5 de diciembre de 2001, 20:30 | Pachuca       | 1:1 (0:0) | Toluca      | Estadio Hidalgo, Pachuca    |                             |
|                               | Caballero 74' | Reporte   | Cardozo 52' | Árbitro(s): Antonio Marrufo | Árbitro(s): Antonio Marrufo |

| 8 de diciembre de 2001, 15:00    | Toluca                       | 2:4 (1:1) | Pachuca                                                        | Estadio Nemesio Díez, Toluca |                             |
|                                  | V. Sánchez 25' · Cardozo 47' | Reporte   | Santana 6' · Caballero 58' (pen.) · Brizuela 66' · Silvani 88' | Árbitro(s): Armando Marrufo  | Árbitro(s): Armando Marrufo |
| Pachuca avanzó a la Final (3-5). |                              |           |                                                                |                              |                             |

### Final
| 12 de diciembre de 2001, 20:30 | Pachuca                   | 2:0 (2:0) | Tigres | Estadio Hidalgo, Pachuca      |                               |
|                                | Silvani 23' · Santana 28' | Reporte   |        | Árbitro(s): Armando Archundia | Árbitro(s): Armando Archundia |

| 15 de diciembre de 2001, 17:00                  | Tigres     | 1:1 (1:0) | Pachuca     | Estadio Universitario, San Nicolás |                               |
|                                                 | Olalde 19' | Reporte   | Silvani 71' | Árbitro(s): Felipe Ramos Rizo      | Árbitro(s): Felipe Ramos Rizo |
| Pachuca Campeón del Torneo Invierno 2001 (3-1). |            |           |             |                                    |                               |

- Datos: Q3534379